# École nationale supérieure d'électronique et de radioélectricité de Grenoble
 (janvier 2022).
Si vous disposez d'ouvrages ou d'articles de référence ou si vous connaissez des sites web de qualité traitant du thème abordé ici, merci de compléter l'article en donnant les références utiles à sa vérifiabilité et en les liant à la section « Notes et références ».
L’École nationale supérieure d'électronique et de radioélectricité de Grenoble (ENSERG) était une école d’ingénieurs française fondée en 1957, spécialisée en micro-électronique et traitement de l'information. Dès la fin 1942, il existait cependant à l’Institut polytechnique de Grenoble une section « Haute fréquence ».
Les écoles ENSERG, ENSPG et ENSEEG ont fusionné pour former l’École nationale supérieure de physique, électronique, matériaux (Phelma), qui a accueilli sa première promotion d'étudiants à la rentrée 2008.